# Rammstein: Paris
"Rammstein: Paris" é o quarto álbum ao vivo da banda alemã Rammstein. Foi lançado como álbum em 19 de maio de 2017. Para o filme, os shows dos dias 6 e 7 de março de 2012, em Paris, na França foram filmados. As cenas foram editadas juntamente com cenas gravadas durante os ensaios para a turnê. Cada show foi filmado na frente de mais de 17 mil pessoas em cada noite.

## Produção e exibição
O concerto foi dirigido pelo sueco Jonas Åkerlund, responsável pela direção dos vídeos de "Mann gegen Mann", "Pussy", "Ich tu dir weh" e "Mein Land". De acordo com Åkerlund, 30 câmeras foram usadas por concerto durante as filmagens, e outras dez no ensaio geral - ao todo, havia 70 posições de câmera diferentes. A edição levou dois anos.
A produção de áudio foi de responsabilidade de Jacob Hellner, produtor da banda. O engenheiro de mixagem foi Stefan Glaumann, que já havia assumido essa tarefa nos álbuns "Sehnsucht", "Mutter", "Reise, Reise" e "Rosenrot". Também estiveram envolvidos os engenheiros de som Ulf Kruckenberg, envolvidos em quase todos os álbuns da banda, e Tom van Heesch, que havia trabalhado no álbum de 2007 do Apocalyptica, "Worlds Collide".
Inicialmente, o filme deveria ser exibido nos dias 24, 26 e 30 de novembro de 2016, mas a informação vazou e vários cinemas publicaram anúncios muito cedo, assim o lançamento foi adiado para 23, 24 e 29 de março de 2017.
Antes de seu lançamento teatral, o filme foi exibido três vezes: no Festival de Cinema de Cannes (11 de maio de 2016), no Cinemaxx Colônia (11 de agosto de 2016) e no Avant Première Film Festival de Berlim (14 de fevereiro de 2017). Em seu primeiro dia de lançamento, o filme arrecadou cerca de € 1,1 milhão nos cinemas, mais dinheiro do que A Bela e a Fera em seu primeiro dia. Um total de 113.400 pessoas assistiram ao filme no cinema. O filme teve sua estréia mundial oficial em 16 de março de 2017 no teatro Volksbühne em Berlim. Todos os membros da banda estavam presentes, assim como Jonas Åkerlund.

Poster em português da versão cinematográfica

O concerto foi exibido nos dias 23, 24 e 29 de março de 2017, uma versão de 90 minutos do filme foi exibida em cinemas de 46 países, mostrando 16 das 22 músicas da versão de maio, incluindo o Brasil, que teve sua exibição em cinemas de São Paulo, Ribeirão Preto, Rio de Janeiro, Curitiba, Salvador, Fortaleza, Recife e Belém.
Rammstein: Paris foi indicado ao UK Music Video Awards de 2017, onde ganhou na categoria de melhor concerto ao vivo.

## Faixas

### DVD/Blu-ray
| DVD/Blu-ray (Bercy Arena, Paris, 6 e 7 de março de 2012) |                                        |         |  |
| N.º                                                      | Título                                 | Duração |  |
| 1.                                                       | "Intro"                                | 5:45    |  |
| 2.                                                       | "Sonne"                                | 5:01    |  |
| 3.                                                       | "Wollt ihr das Bett in Flammen sehen?" | 5:01    |  |
| 4.                                                       | "Keine Lust"                           | 4:10    |  |
| 5.                                                       | "Sehnsucht"                            | 4:25    |  |
| 6.                                                       | "Asche zu Asche"                       | 4:07    |  |
| 7.                                                       | "Feuer frei!"                          | 3:33    |  |
| 8.                                                       | "Mutter"                               | 5:24    |  |
| 9.                                                       | "Mein Teil"                            | 7:44    |  |
| 10.                                                      | "Du riechst so gut"                    | 5:28    |  |
| 11.                                                      | "Links 2-3-4"                          | 5:03    |  |
| 12.                                                      | "Du hast"                              | 4:19    |  |
| 13.                                                      | "Haifisch"                             | 6:57    |  |
| 14.                                                      | "Bück dich"                            | 7:55    |  |
| 15.                                                      | "Mann gegen Mann"                      | 4:15    |  |
| 16.                                                      | "Ohne dich"                            | 8:14    |  |
| 17.                                                      | "Mein Herz brennt"                     | 5:06    |  |
| 18.                                                      | "Amerika"                              | 4:55    |  |
| 19.                                                      | "Ich will"                             | 4:04    |  |
| 20.                                                      | "Engel"                                | 5:16    |  |
| 21.                                                      | "Pussy"                                | 15:05   |  |
| 22.                                                      | "Frühling in Paris"                    | 6:22    |  |
| Duração total:                                           | Duração total:                         | 128:09  |  |

| DVD/Blu-ray: Documentário |                     |         |  |
| N.º                       | Título              | Duração |  |
| 1.                        | "Making of "Paris"" | 13:29   |  |

### CD
| Disco 1        |                                        |         |  |
| N.º            | Título                                 | Duração |  |
| 1.             | "Intro"                                | 4:13    |  |
| 2.             | "Sonne"                                | 4:44    |  |
| 3.             | "Wollt ihr das Bett in Flammen sehen?" | 5:06    |  |
| 4.             | "Keine Lust"                           | 4:07    |  |
| 5.             | "Sehnsucht"                            | 4:26    |  |
| 6.             | "Asche zu Asche"                       | 4:05    |  |
| 7.             | "Feuer frei!"                          | 3:34    |  |
| 8.             | "Mutter"                               | 5:20    |  |
| 9.             | "Mein Teil"                            | 7:46    |  |
| 10.            | "Du riechst so gut"                    | 5:27    |  |
| 11.            | "Links 2-3-4"                          | 5:02    |  |
| 12.            | "Du hast"                              | 4:17    |  |
| 13.            | "Haifisch"                             | 5:23    |  |
| Duração total: | Duração total:                         | 63:30   |  |

| Disco 2        |                     |         |  |
| N.º            | Título              | Duração |  |
| 1.             | "Bück dich"         | 7:54    |  |
| 2.             | "Mann gegen Mann"   | 4:14    |  |
| 3.             | "Ohne dich"         | 7:28    |  |
| 4.             | "Mein Herz brennt"  | 5:08    |  |
| 5.             | "Amerika"           | 4:51    |  |
| 6.             | "Ich will"          | 4:07    |  |
| 7.             | "Engel"             | 5:12    |  |
| 8.             | "Pussy"             | 8:20    |  |
| 9.             | "Frühling in Paris" | 6:16    |  |
| Duração total: | Duração total:      | 53:30   |  |

### Vinil
| Disco 1, Lado A |                                        |         |  |
| N.º             | Título                                 | Duração |  |
| 1.              | "Intro"                                | 4:13    |  |
| 2.              | "Sonne"                                | 4:44    |  |
| 3.              | "Wollt ihr das Bett in Flammen sehen?" | 5:06    |  |
| 4.              | "Keine Lust"                           | 4:07    |  |

| Disco 1, Lado B |                  |         |  |
| N.º             | Título           | Duração |  |
| 1.              | "Sehnsucht"      | 4:26    |  |
| 2.              | "Asche zu Asche" | 4:05    |  |
| 3.              | "Feuer frei!"    | 3:34    |  |
| 4.              | "Mutter"         | 5:20    |  |

| Disco 2, Lado C |                     |         |  |
| N.º             | Título              | Duração |  |
| 1.              | "Mein Teil"         | 7:46    |  |
| 2.              | "Du riechst so gut" | 5:27    |  |
| 3.              | "Links 2-3-4"       | 5:02    |  |

| Disco 2, Lado D |            |         |  |
| N.º             | Título     | Duração |  |
| 1.              | "Du hast"  | 4:17    |  |
| 2.              | "Haifisch" | 5:23    |  |

| Disco 3, Lado E |                   |         |  |
| N.º             | Título            | Duração |  |
| 1.              | "Bück dich"       | 7:54    |  |
| 2.              | "Mann gegen Mann" | 4:14    |  |
| 3.              | "Ohne dich"       | 7:28    |  |

| Disco 3, Lado F |                    |         |  |
| N.º             | Título             | Duração |  |
| 1.              | "Mein Herz brennt" | 5:08    |  |
| 2.              | "Amerika"          | 4:51    |  |
| 3.              | "Ich will"         | 4:07    |  |

| Disco 4, Lado G |                     |         |  |
| N.º             | Título              | Duração |  |
| 1.              | "Engel"             | 5:12    |  |
| 2.              | "Pussy"             | 8:20    |  |
| 3.              | "Frühling in Paris" | 6:16    |  |

| Disco 4, lado H |                  |         |  |
| N.º             | Título           | Duração |  |
| 1.              | "Crowd Symphony" |         |  |

## Formatos
Rammstein: Paris foi lançado nos seguintes formatos:
- Digital: download e streaming;
- Audio CD: 2 CDs
- Edição padrão: 1 DVD ou 1 Blu-ray (digipak de 6 páginas)
- Edição especial: 1 DVD ou 1 Blu-ray, 2 CDs (digipak de 8 páginas)
- Edição limitada "metal": 1 Blu-ray, 2 CDs (capa de chapa de metal cortado a laser, digipak de 8 páginas)
- Edição deluxe: 4 LPs (azul), 1 Blu-ray, 2 CDs (caixa de papelão preta)

## Desempenho nas paradas
| Parada (2017)                         | Posição |
| ------------------------------------- | ------- |
| Áustria (Ö3 Austria Top 40)           | 3       |
| Bélgica (Ultratop Flandres)           | 2       |
| Bélgica (Ultratop Valônia)            | 4       |
| Dinamarca (Hitlisten)                 | 25      |
| Países Baixos (Dutch Charts)          | 10      |
| Finlândia (Suomen virallinen lista)   | 8       |
| França (SNEP)                         | 13      |
| Alemanha (Offizielle Deutsche Charts) | 1       |
| Hungria (MAHASZ)                      | 13      |
| Noruega (VG-lista)                    | 15      |
| Portugal (AFP)                        | 19      |
| Escócia (Official Scottish Albums)    | 12      |
| Espanha (PROMUSICAE)                  | 19      |
| Suécia (Sverigetopplistan)            | 11      |
| Suíça (Schweizer Hitparade)           | 3       |
| Reino Unido (Official Albums Chart)   | 27      |

## Histórico de lançamento
| Região                          | Data                    | Gravadora       | Formato                                 | Catálogo                            |
| ------------------------------- | ----------------------- | --------------- | --------------------------------------- | ----------------------------------- |
| França                          | 11 de maio de 2016      | Universal Music | Exibição (Festival de Cannes)           | —                                   |
| Alemanha                        | 11 de agosto de 2016    | Universal Music | Exibição (Cinemaxx)                     | —                                   |
| Alemanha                        | 14 de fevereiro de 2017 | Universal Music | Exibição (Avant Première Film Festival) | —                                   |
| Mundial                         | 23 de março de 2017     | Universal Music | Exibição (Cinemas)                      | —                                   |
| União Europeia · Estados Unidos | 19 de maio de 2017      | Universal Music | CD, LP, DVD, Blu-ray                    | 5744890, 5752539, 57450894, 5744894 |